# Indischer Doppelkopf-Streitkolben
Ein Indischer Doppelkopf-Streitkolben ist eine aus Indien stammende Schlagwaffe.

## Beschreibung
Die Waffe ist gerade und aus Metall. Am oberen Ende sind zwei Schlagköpfe ausgearbeitet. Diese sind meist rund und mit mehreren kreisförmig angeordneten Klingen und Stacheln versehen. Die Klingen sind senkrecht angebracht. Einer der beiden Schlagköpfe ist in der Regel kleiner als der andere.
Die Schlagköpfe sind an einem eisernen Schaft angebracht. Es gibt verschiedene Varianten, die sich in Länge, Form und Ausstattung unterscheiden. Die Waffe wird von Kriegerkasten in Indien benutzt.